# Sabinea septemcarinata
Sabinea septemcarinata is een garnalensoort uit de familie van de Crangonidae. De wetenschappelijke naam van de soort is voor het eerst geldig gepubliceerd in 1824 door Sabine.